# Utah Warriors
Utah Warriors es un equipo de rugby profesional ubicado en Salt Lake City, estado de Utah, Estados Unidos, y que disputa la Major League Rugby.

## Historia
Fue un miembro fundador de la Major League Rugby. El equipo inició el torneo inaugural en 2018, resultó cuarto en la temporada regular y accedió a las semifinales donde fue eliminado por los Glendale Raptors al caer 34–21.

### Estadio
Su sede es el Estadio Zions Bank con capacidad para 5.000 espectadores sentados y que comparte con los Real Monarchs; equipo de fútbol de la USL Championship.